# Fred (calciatore 1993)
Fred, pseudonimo di Frederico Rodrigues de Paula Santos (Belo Horizonte, 5 marzo 1993), è un calciatore brasiliano, centrocampista del Fenerbahçe.

## Caratteristiche tecniche
Cresciuto calcisticamente come terzino di spinta grazie alla sua buona capacità di corsa agiva anche da ala sinistra, tuttavia con l'approdo in Europa Fred, viene schierato dall'ex allenatore dello Šachtar Mircea Lucescu, come trequartista o come regista di centrocampo, arretrando così negli anni il proprio raggio d'azione. Dotato di un'ottima tecnica individuale si dimostra molto abile nel palleggio e nei dribbling grazie al suo spunto veloce. Inoltre è anche un buon tiratore di calci piazzati. Per le sue caratteristiche tecniche e fisiche viene spesso paragonato ai connazionali Douglas Costa e Fernandinho, quest'ultimo al quale Fred ha dichiarato di ispirarsi.

## Carriera

### Club

#### Internacional
Cresciuto nelle giovanili di Atlético Mineiro, Porto Alegre e Internacional, nel 2012 viene spostato da quest'ultima in prima squadra, esordendo il 25 gennaio e diventando in poco tempo titolare. Conclude la sua avventura in bianco-rosso con 52 presenze e 8 reti.

#### Shakhtar Donetsk

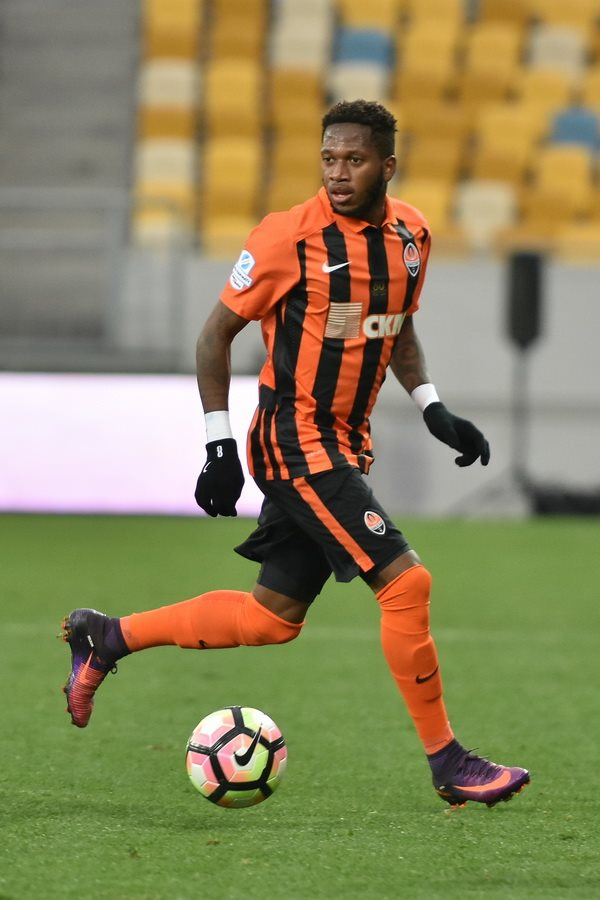
Fred con lo Shakhtar Donetsk nel 2016.

Il 25 giugno 2013 viene ufficializzato il passaggio di Fred allo Shakhtar Donetsk per 15 milioni di euro. Con la sua nuova squadra esordisce nel 3-1 ai danni del Chernomorets Odessa in Supercoppa, mettendo a segno due gol.
Il 20 luglio 2014, dopo aver disputato ad Annecy una partita amichevole con il Lione, assieme a Alex Teixeira, Dentinho, Douglas Costa e Facundo Ferreyra, si è rifiutato di tornare in Ucraina, in quanto nell'est del paese si è aggravato il conflitto bellico sorto in seguito ad Euromaidan tra l'esercito ucraino ed i separatisti filorussi; questi ultimi appena tre giorni prima avevano abbattuto nell'oblast' di Donec'k il Boeing 777-200ER della Malaysia Airlines, in servizio fra l'Aeroporto di Amsterdam-Schiphol, nei Paesi Bassi, e l'Aeroporto Internazionale di Kuala Lumpur, in Malaysia, causando la morte di 298 persone. Tuttavia, ritorna pochi giorni dopo in Ucraina.
Il 27 luglio 2015, ad un controllo antidoping a cui era stato sottoposto durante la Coppa America, risulta positivo all'idroclorotiazide e per questo viene squalificato fino al luglio 2016.
Il 28 giugno 2016 rinnova per altre cinque stagioni, fino al giugno 2021. Scontata la squalifica, ritorna a giocare titolare tra le file dello Shakhtar. Nel gennaio 2018 prolunga ulteriormente il suo contratto con lo società ucraina fino al giugno 2023.

#### Manchester United
Il 21 giugno 2018 passa al Manchester Utd, firmando un contratto di 5 anni. Il 27 febbraio 2020 segna una doppietta e fornisce un assist che valgono la qualificazione agli ottavi di finale di Europa League.

#### Fenerbahçe
Il 13 agosto 2023 viene acquistato dal Fenerbahçe.

### Nazionale
Nel 2013 partecipa con la nazionale Under-20 di calcio del Brasile al Campionato sudamericano di calcio Under-20 2013, senza superare però la prima fase. Realizza una rete contro l'Uruguay.
Il 12 novembre 2014 esordisce con la nazionale maggiore nella partita amichevole, disputata contro la Turchia, subentrando al 85º al posto di Luiz Gustavo.
Il 3 giugno 2015 viene convocato per la Coppa America in sostituzione dello stesso Luiz Gustavo, infortunatosi al menisco. Nel corso della competizione scende in campo due volte. Nel dicembre 2015 ha subito una squalifica di un anno per doping.
Viene convocato per le Olimpiadi 2016 in Brasile, ma lo Shakhtar non lo autorizza a prendere parte al torneo e viene quindi sostituito da Walace.
Nel 2021 viene convocato dalla Seleção Brasiliana per la Copa America 2021 e arriva in finale giocando da titolare.

## Statistiche

### Presenze e reti nei club
Statistiche aggiornate al 7 novembre 2024.
| Stagione              | Squadra               | Campionato            | Campionato | Campionato | Coppe nazionali | Coppe nazionali | Coppe nazionali | Coppe continentali | Coppe continentali | Coppe continentali | Altre coppe | Altre coppe | Altre coppe | Totale | Totale |
| Stagione              | Squadra               | Comp                  | Pres       | Reti       | Comp            | Pres            | Reti            | Comp               | Pres               | Reti               | Comp        | Pres        | Reti        | Pres   | Reti   |
| --------------------- | --------------------- | --------------------- | ---------- | ---------- | --------------- | --------------- | --------------- | ------------------ | ------------------ | ------------------ | ----------- | ----------- | ----------- | ------ | ------ |
| 2012                  | Internacional         | PD/RS+A               | 5+28       | 0+6        | -               | -               | -               | CL                 | 0                  | 0                  | -           | -           | -           | 33     | 6      |
| 2013                  | Internacional         | PD/RS+A               | 15+5       | 1+1        | CB              | 2               | 0               | -                  | -                  | -                  | -           | -           | -           | 22     | 2      |
| Totale Internacional  | Totale Internacional  | Totale Internacional  | 20+33      | 1+7        |                 | 2               | 0               |                    | 0                  | 0                  |             | -           | -           | 55     | 8      |
| 2013-2014             | Šachtar               | PL                    | 23         | 2          | KU              | 3               | 0               | UCL+UEL            | 3+1                | 0                  | SU          | 1           | 2           | 31     | 4      |
| 2014-2015             | Šachtar               | PL                    | 22         | 1          | KU              | 6               | 0               | UCL                | 7                  | 0                  | SU          | 0           | 0           | 35     | 1      |
| 2015-2016             | Šachtar               | PL                    | 12         | 2          | KU              | 0               | 0               | UCL+UEL            | 10+0               | 0                  | SU          | 1           | 0           | 23     | 2      |
| 2016-2017             | Šachtar               | PL                    | 18         | 2          | KU              | 0               | 0               | UCL+UEL            | 2+8                | 0+1                | SU          | 1           | 1           | 29     | 4      |
| 2017-2018             | Šachtar               | PL                    | 26         | 3          | KU              | 3               | 0               | UCL                | 8                  | 1                  | SU          | 0           | 0           | 29     | 4      |
| Totale Šachtar        | Totale Šachtar        | Totale Šachtar        | 101        | 10         |                 | 12              | 0               |                    | 39                 | 2                  |             | 3           | 3           | 155    | 15     |
| 2018-2019             | Manchester Utd        | PL                    | 17         | 1          | FACup+CdL       | 1+1             | 0               | UCL                | 6                  | 0                  | -           | -           | -           | 25     | 1      |
| 2019-2020             | Manchester Utd        | PL                    | 29         | 0          | FACup+CdL       | 6+4             | 0               | UEL                | 9                  | 2                  | -           | -           | -           | 48     | 2      |
| 2020-2021             | Manchester Utd        | PL                    | 30         | 1          | FACup+CdL       | 3+3             | 0               | UCL+UEL            | 4+8                | 0                  | -           | -           | -           | 48     | 1      |
| 2021-2022             | Manchester Utd        | PL                    | 28         | 4          | FACup+CdL       | 2+0             | 0               | UCL                | 6                  | 0                  | -           | -           | -           | 36     | 4      |
| 2022-2023             | Manchester Utd        | PL                    | 35         | 2          | FACup+CdL       | 6+6             | 2+1             | UEL                | 9                  | 1                  | -           | -           | -           | 56     | 6      |
| Totale Manchester Utd | Totale Manchester Utd | Totale Manchester Utd | 139        | 8          |                 | 30              | 3               |                    | 42                 | 3                  |             | -           | -           | 213    | 14     |
| 2023-2024             | Fenerbahçe            | SL                    | 25         | 3          | TK              | 0               | 0               | UECL               | 10                 | 0                  | ST          | 0           | 0           | 35     | 3      |
| 2024-2025             | Fenerbahçe            | SL                    | 7          | 4          | TK              | 0               | 0               | UCL+UEL            | 2+4                | 0                  | -           | -           | -           | 13     | 4      |
| Totale Fenerbahçe     | Totale Fenerbahçe     | Totale Fenerbahçe     | 32         | 7          |                 | 0               | 0               |                    | 16                 | 0                  |             | 0           | 0           | 48     | 7      |
| Totale carriera       | Totale carriera       | Totale carriera       | 325        | 33         |                 | 44              | 3               |                    | 97                 | 5                  |             | 3           | 3           | 471    | 44     |

### Cronologia presenze e reti in nazionale
| Cronologia completa delle presenze e delle reti in nazionale ― Brasile | Cronologia completa delle presenze e delle reti in nazionale ― Brasile | Cronologia completa delle presenze e delle reti in nazionale ― Brasile | Cronologia completa delle presenze e delle reti in nazionale ― Brasile | Cronologia completa delle presenze e delle reti in nazionale ― Brasile | Cronologia completa delle presenze e delle reti in nazionale ― Brasile | Cronologia completa delle presenze e delle reti in nazionale ― Brasile | Cronologia completa delle presenze e delle reti in nazionale ― Brasile |
| Data                                                                   | Città                                                                  | In casa                                                                | Risultato                                                              | Ospiti                                                                 | Competizione                                                           | Reti                                                                   | Note                                                                   |
| ---------------------------------------------------------------------- | ---------------------------------------------------------------------- | ---------------------------------------------------------------------- | ---------------------------------------------------------------------- | ---------------------------------------------------------------------- | ---------------------------------------------------------------------- | ---------------------------------------------------------------------- | ---------------------------------------------------------------------- |
| 12-11-2014                                                             | Istanbul                                                               | Turchia                                                                | 0 – 4                                                                  | Brasile                                                                | Amichevole                                                             | -                                                                      | 85’                                                                    |
| 18-11-2014                                                             | Vienna                                                                 | Austria                                                                | 1 – 2                                                                  | Brasile                                                                | Amichevole                                                             | -                                                                      | 77’                                                                    |
| 7-6-2015                                                               | San Paolo                                                              | Brasile                                                                | 2 – 0                                                                  | Messico                                                                | Amichevole                                                             | -                                                                      | 83’                                                                    |
| 10-6-2015                                                              | Porto Alegre                                                           | Brasile                                                                | 1 – 0                                                                  | Honduras                                                               | Amichevole                                                             | -                                                                      | 81’                                                                    |
| 14-6-2015                                                              | Temuco                                                                 | Brasile                                                                | 2 – 1                                                                  | Perù                                                                   | Coppa America 2015 - 1º turno                                          | -                                                                      | 75’                                                                    |
| 17-6-2015                                                              | Santiago del Cile                                                      | Brasile                                                                | 0 – 1                                                                  | Colombia                                                               | Coppa America 2015 - 1º turno                                          | -                                                                      | 46’                                                                    |
| 23-3-2018                                                              | Mosca                                                                  | Russia                                                                 | 0 – 3                                                                  | Brasile                                                                | Amichevole                                                             | -                                                                      | 79’                                                                    |
| 3-6-2018                                                               | Liverpool                                                              | Brasile                                                                | 2 – 0                                                                  | Croazia                                                                | Amichevole                                                             | -                                                                      | 81’                                                                    |
| 8-9-2018                                                               | East Rutherford                                                        | Stati Uniti                                                            | 0 – 2                                                                  | Brasile                                                                | Amichevole                                                             | -                                                                      | 60’                                                                    |
| 12-9-2018                                                              | Landover                                                               | Brasile                                                                | 5 – 0                                                                  | El Salvador                                                            | Amichevole                                                             | -                                                                      | 46’                                                                    |
| 12-10-2018                                                             | Riad                                                                   | Arabia Saudita                                                         | 0 – 2                                                                  | Brasile                                                                | Amichevole                                                             | -                                                                      | 46’                                                                    |
| 3-6-2021                                                               | Porto Alegre                                                           | Brasile                                                                | 2 – 0                                                                  | Ecuador                                                                | Qual. Mondiali 2022                                                    | -                                                                      |                                                                        |
| 8-6-2021                                                               | Asunción                                                               | Paraguay                                                               | 0 – 2                                                                  | Brasile                                                                | Qual. Mondiali 2022                                                    | -                                                                      | 43’ 46’                                                                |
| 13-6-2021                                                              | Brasilia                                                               | Brasile                                                                | 3 – 0                                                                  | Venezuela                                                              | Coppa America 2021 - 1º turno                                          | -                                                                      |                                                                        |
| 17-6-2021                                                              | Rio de Janeiro                                                         | Brasile                                                                | 4 – 0                                                                  | Perù                                                                   | Coppa America 2021 - 1º turno                                          | -                                                                      |                                                                        |
| 23-6-2021                                                              | Rio de Janeiro                                                         | Brasile                                                                | 2 – 1                                                                  | Colombia                                                               | Coppa America 2021 - 1º turno                                          | -                                                                      | 68’                                                                    |
| 2-7-2021                                                               | Rio de Janeiro                                                         | Brasile                                                                | 1 – 0                                                                  | Cile                                                                   | Coppa America 2021 - Quarti di finale                                  | -                                                                      |                                                                        |
| 5-7-2021                                                               | Rio de Janeiro                                                         | Brasile                                                                | 1 – 0                                                                  | Perù                                                                   | Coppa America 2021 - Semifinale                                        | -                                                                      | 85’                                                                    |
| 10-7-2021                                                              | Rio de Janeiro                                                         | Argentina                                                              | 1 – 0                                                                  | Brasile                                                                | Coppa America 2021 - Finale                                            | -                                                                      | 3’ 46’                                                                 |
| 10-10-2021                                                             | Barranquilla                                                           | Colombia                                                               | 0 – 0                                                                  | Brasile                                                                | Qual. Mondiali 2022                                                    | -                                                                      |                                                                        |
| 14-10-2021                                                             | Manaus                                                                 | Brasile                                                                | 4 – 1                                                                  | Uruguay                                                                | Qual. Mondiali 2022                                                    | -                                                                      | 88’                                                                    |
| 11-11-2021                                                             | San Paolo                                                              | Brasile                                                                | 1 – 0                                                                  | Colombia                                                               | Qual. Mondiali 2022                                                    | -                                                                      | 38’ 81’                                                                |
| 16-11-2021                                                             | San Juan                                                               | Argentina                                                              | 0 – 0                                                                  | Brasile                                                                | Qual. Mondiali 2022                                                    | -                                                                      |                                                                        |
| 27-1-2022                                                              | Quito                                                                  | Ecuador                                                                | 1 – 1                                                                  | Brasile                                                                | Qual. Mondiali 2022                                                    | -                                                                      |                                                                        |
| 24-3-2022                                                              | Rio de Janeiro                                                         | Brasile                                                                | 4 – 0                                                                  | Cile                                                                   | Qual. Mondiali 2022                                                    | -                                                                      | 82’                                                                    |
| 2-6-2022                                                               | Seul                                                                   | Corea del Sud                                                          | 1 – 5                                                                  | Brasile                                                                | Amichevole                                                             | -                                                                      |                                                                        |
| 6-6-2022                                                               | Tokyo                                                                  | Giappone                                                               | 0 – 1                                                                  | Brasile                                                                | Amichevole                                                             | -                                                                      |                                                                        |
| 27-9-2022                                                              | Parigi                                                                 | Brasile                                                                | 5 – 1                                                                  | Tunisia                                                                | Amichevole                                                             | -                                                                      | 79’                                                                    |
| 24-11-2022                                                             | Lusail                                                                 | Brasile                                                                | 2 – 0                                                                  | Serbia                                                                 | Mondiali 2022 - 1º turno                                               | -                                                                      | 75’                                                                    |
| 28-11-2022                                                             | Doha                                                                   | Brasile                                                                | 1 – 0                                                                  | Svizzera                                                               | Mondiali 2022 - 1º turno                                               | -                                                                      | 52’ 58’                                                                |
| 2-12-2022                                                              | Lusail                                                                 | Camerun                                                                | 1 – 0                                                                  | Brasile                                                                | Mondiali 2022 - 1º turno                                               | -                                                                      | 55’                                                                    |
| 9-12-2022                                                              | Al Rayyan                                                              | Croazia                                                                | 1 – 1 dts (4 – 2 dtr)                                                  | Brasile                                                                | Mondiali 2022 - Quarti di finale                                       | -                                                                      | 106’                                                                   |
| Totale                                                                 |                                                                        | Presenze                                                               | 32                                                                     |                                                                        | Reti                                                                   | 0                                                                      |                                                                        |

## Palmarès

### Club

#### Competizioni statali
- Campionato Gaúcho: 2

Internacional: 2012, 2013

#### Competizioni nazionali
- Supercoppa d'Ucraina: 4

Shakhtar: 2013, 2014, 2015, 2017
- Campionato ucraino: 3

Shakhtar: 2013-2014, 2016-2017, 2017-2018
- Coppa d'Ucraina: 3

Shakhtar: 2015-2016, 2016-2017, 2017-2018
- Coppa di Lega inglese: 1

Manchester United: 2022-2023

### Individuale
- Squadra della stagione della UEFA Europa League: 1

2019-20